# Bustillo del Páramo de Carrión
Pour les articles homonymes, voir Bustillo.
Bustillo del Páramo de Carrión est une commune espagnole de la province de Palencia, dans la communauté autonome de Castille-et-León.